# Brian Priske
Brian Priske Pedersen (født 14. maj 1977) er en dansk tidligere fodboldspiller. Han fik sin landsholdsdebut i 2003 og har spillet 24 A-landskampe for Danmarks fodboldlandshold.
Han blev efter aktivt karrierestop assistenttræner i FC Midtjylland. Her var han træner i fem år, før han i sommeren 2016 blev assistenttræner i F.C. København, for hvem han var en del af trænerteamet i et år indtil september 2017. Han blev fra august 2019 cheftræner i FC Midtjylland.

## Karriere
Brian Priske trådte sine første fodboldstøvler i Horsens fS, som i dag hedder AC Horsens. I 1997 skiftede han til Aarhus Fremad, før han i 1999 blev hentet til AaB. Sammen med AaB vandt Brian Priske det danske mesterskab i 1999 og i slutningen af hans periode i Nordjylland var han anfører for klubben. I 2003 fik Brian Priske sin debut på det danske fodboldlandshold og skiftede samme år til belgiske KRC Genk. Han var med i truppen til EM 2004, hvor det dog kun blev til sporadiske optrædener som indskifter. I 2006 tilkæmpede Brian Priske sig en fast plads på holdet. Under Danmarks VM kvalifikation i 2006 spillede han således 10 ud af 12 kampe.
Da Priske spillede fuld tid i Danmarks 4-1 sejr over England i 2005, fik de engelske klubber øjnene op for den hurtige og teknisk dygtige forsvarsspiller, hvilket resulterede i en 3-årig kontrakt med Premier League klubben Portsmouth F.C.. Priske startede godt i engelsk fodbold, men da Portsmouth tilknyttede Harry Redknapp som manager, røg Priske ud på bænken. Senere vendte han dog stærkt tilbage og var en vigtig brik på holdet, da Portsmouth med en god afslutningen på sæsonen 2006 reddede livet i Premier League.
Brian Priske var en populær spiller blandt fansene i Portsmouth, og de ytrede ofte deres utilfredshed med Harry Redknapps fravalg af danskeren. Priskes forhold til manageren blev aldrig rigtig godt, og i sommeren 2006 skiftede han til den belgiske storklub Club Brugge, hvor han skulle konkurrere med publikumsfavoritterne Olivier De Cock og Birger Maertens om en plads i start-11'eren. Priske tilkæmpede sig en fast plads i startopstillingen og hjalp klubben til at vinde den belgiske pokalturnering i 2007.
I sommeren 2008 vendte Brian Priske hjem til Danmark, hvor han underskrev en treårig kontrakt med Vejle Boldklub. I Vejle var Priske udset til at være den rutinerede forsvarsstyrmand, der skulle tilføre holdet professionel modenhed i bestræbelserne på at etablere sig i Superligaen. Det lykkedes imidlertid ikke for Priske at tilføre den nødvendige soliditet til Vejles forsvar. Derfor rykkede klubbens daværende cheftræner, Ove Christensen, den tidligere landsholdsspiller frem på den centrale midtbane. Her leverede Priske en række solide indsatser, men det var først, da han blev rykket tilbage på positionen som højre back, at Priske fandt nogle af de takter frem, der tidligere gjorde ham til en af dansk fodbolds bedste forsvarsspillere.
Brian Priske var udlejet til FC Midtjylland fra sommeren 2010 til nytår. Her blev det til 17 superligakampe og 1 mål, hvorefter han returnerede til Vejle Boldklub, hvorfra han blev solgt til IK Start.

## Trænerkarriere
Efter ophør af karrieren som fodboldspiller blev det den 3. juli 2011 blev det offentliggjort, at Brian var blevet ansat som assistenttræner for FC Midtjylland.
Efter fem år i FCM skiftede Priske i sommeren 2016 til F.C. København, hvor han tiltrådte som assistenttræner. Denne position bestred han frem til starten af september 2017. Bruddet blev begrundet med, at Priske ønskede mere indflydelse på indholdet af den daglige træning samt et større ansvar omkring de taktiske beslutninger.
Brian Priske tiltrådte igen som assistenttræner i FC Midtjylland den 1. juli 2018, og her blev han cheftræner i august 2019.
Den 29. maj 2021 offentliggjorde FC Midtjylland at Antwerp havde købt Brian Priske fri fra sin kontrakt.
Den 23. maj 2022 blev Brian Priske fyret fra Antwerp. 31. maj skrev han under på en kontrakt med Sparta Prag.